# Parcs nationaux d'Afrique du Sud

Carte des parcs nationaux d'Afrique du Sud

Cette page répertorie les parcs nationaux d'Afrique du Sud.
Les parcs sont au nombre de 19 et représentent une surface totale de 40 802,61 km2 soit environ 3,3 % de la surface du pays. 
Ils sont administrés par le SANParks (South African National Parks), organisme créé en 1926.
De nombreux parcs offrent une variété d'hébergements. Le parc le plus connu est le parc national Kruger, qui est également le plus ancien (proclamé en 1898) et le plus grand, avec près de 2 000 000 d'hectares (20 000 km2). Le parc national Kruger et le parc national de la Montagne de la table sont deux des attractions touristiques les plus visitées d'Afrique du Sud.
Bien qu'elles ne soient pas désignées comme parcs nationaux, d'autres zones protégées existent, par exemple celles destinées au gibier et autres réserves naturelles.

## Liste des parcs nationaux
| Nom                                                                            | Province                     | Année de création | Surface (km²) |
| ------------------------------------------------------------------------------ | ---------------------------- | ----------------- | ------------- |
| Parc national Kruger                                                           | Mpumalanga, Limpopo          | 1926              | 18 989 km2    |
| Parc national des Bonteboks                                                    | Cap-Occidental               | 1931              | 34 km2        |
| Parc national des Éléphants d'Addo                                             | Cap-Oriental                 | 1931              | 1 640 km2     |
| Parc national des Zèbres de montagne                                           | Cap-Oriental                 | 1937              | 203 km2       |
| Parc national des Golden Gate Highlands                                        | État-Libre                   | 1963              | 348 km2       |
| Parc national des Chutes d'Augrabies                                           | Cap-du-Nord                  | 1966              | 482 km2       |
| Parc national du Karoo                                                         | Cap-Occidental               | 1979              | 768 km2       |
| Parc national de la Côte Ouest                                                 | Cap-Occidental               | 1985              | 354 km2       |
| Parc national de Tankwa Karoo                                                  | Cap-du-Nord                  | 1986              | 1 422 km2     |
| Parc national de Marakele                                                      | Limpopo                      | 1987              | 589 km2       |
| Parc national transfrontalier de Richtersveld (en partenariat avec la Namibie) | Cap-du-Nord                  | 1991              | 1 703 km2     |
| Parc national de Mapungubwe                                                    | Cap-Occidental               | 1995              | 152 km2       |
| Parc national d'Agulhas                                                        | Cap-Occidental               | 1998              | 201 km2       |
| Parc national de la Montagne de la Table                                       | Cap-Occidental               | 1998              | 221 km2       |
| Parc national transfrontalier de Kgalagadi (en partenariat avec le Botswana)   | Cap-du-Nord                  | 1999              | 9 590 km2     |
| Parc national Namaqua                                                          | Cap-du-Nord                  | 1999              | 1 368 km2     |
| Parc national de Camdeboo                                                      | Cap-Oriental                 | 2005              | 187 km2       |
| Parc national de Mokala                                                        | Cap-du-Nord                  | 2007              | 260 km2       |
| Parc national de la Garden Route (englobe le Parc national de Tsitsikamma)     | Cap-Occidental, Cap-Oriental | 2009              | 1 264 km2     |

- Parc faisant partie d'une réserve de biosphère de l'Unesco